# Réserve naturelle régionale de la tourbière de Logné
La réserve naturelle régionale de la tourbière de Logné (RNR229) est une réserve naturelle régionale située en Pays de la Loire. Classée en 2011, elle occupe une surface de 70,64 hectares et protège une tourbière bombée. À la périphérie de l'agglomération nantaise, le site se présente comme l'un des joyaux de la biodiversité de la vallée de l'Erdre. Il s'agit de l'une des trois dernières tourbières bombées du grand ouest de la France, la plus méridionale des tourbières de plaine de ce type en Europe.
Sa richesse floristique est exceptionnelle. Certaines des espèces présentes sur la tourbière (espèces nordiques) sont en limite sud d'aire de répartition. Outre l'intérêt de la végétation et de la flore, la tourbière de Logné abrite également une faune remarquable, notamment en ce qui concerne les arthropodes et les reptiles, et depuis 2010, la Loutre d'Europe (Lutra lutra), qui fréquente très régulièrement ce milieu relictuel et préservé.

## Localisation

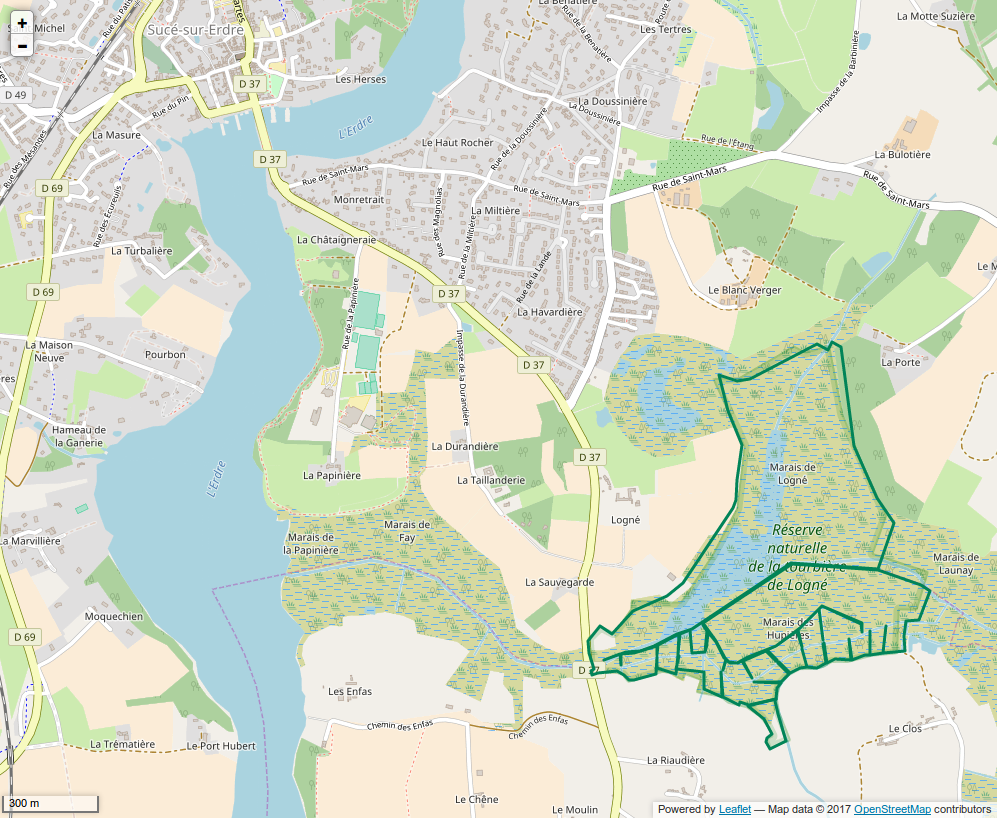
Périmètre de la réserve naturelle.

Le territoire de la réserve naturelle est dans le département de la Loire-Atlantique, sur les communes de Carquefou (sud) et Sucé-sur-Erdre (nord) à 20 km au nord-est de Nantes. Il fait partie des marais de l'Erdre, rive gauche.

## Histoire du site et de la réserve
Reconnue dès le XIXe siècle comme un site d'intérêt botanique par d'éminents spécialistes, la tourbière présente aujourd'hui encore un milieu original, rare à l'échelon régional et très riche au niveau écologique malgré les menaces qui pèsent sur la préservation de ses habitats naturels. Depuis 1993, interpellée par la fragilité de cet écosystème rare et menacé, l'association Bretagne Vivante et ses bénévoles ont engagé de nombreuses actions de restauration, pérennisées par la suite par des programmes LIFE Tourbière et contrats Natura 2000 (en lien avec le syndicat mixte EDENN). Depuis mai 2011 et grâce à l'implication du Conseil Régional des Pays de la Loire, conscient de sa grande valeur patrimoniale, le site bénéficie du statut de réserve naturelle régionale. Cette reconnaissance de sa grande richesse écologique renforce la conservation et la préservation de ce milieu rare et fragile.
Le Département de Loire-Atlantique est, depuis janvier 2012, propriétaire de l'ensemble de la RNR au titre de sa politique des Espaces naturels sensibles. Le reste de la tourbière, à l'est et au sud-est de la réserve, appartient à des propriétaires privés.

## Écologie (biodiversité, intérêt écopaysager…)

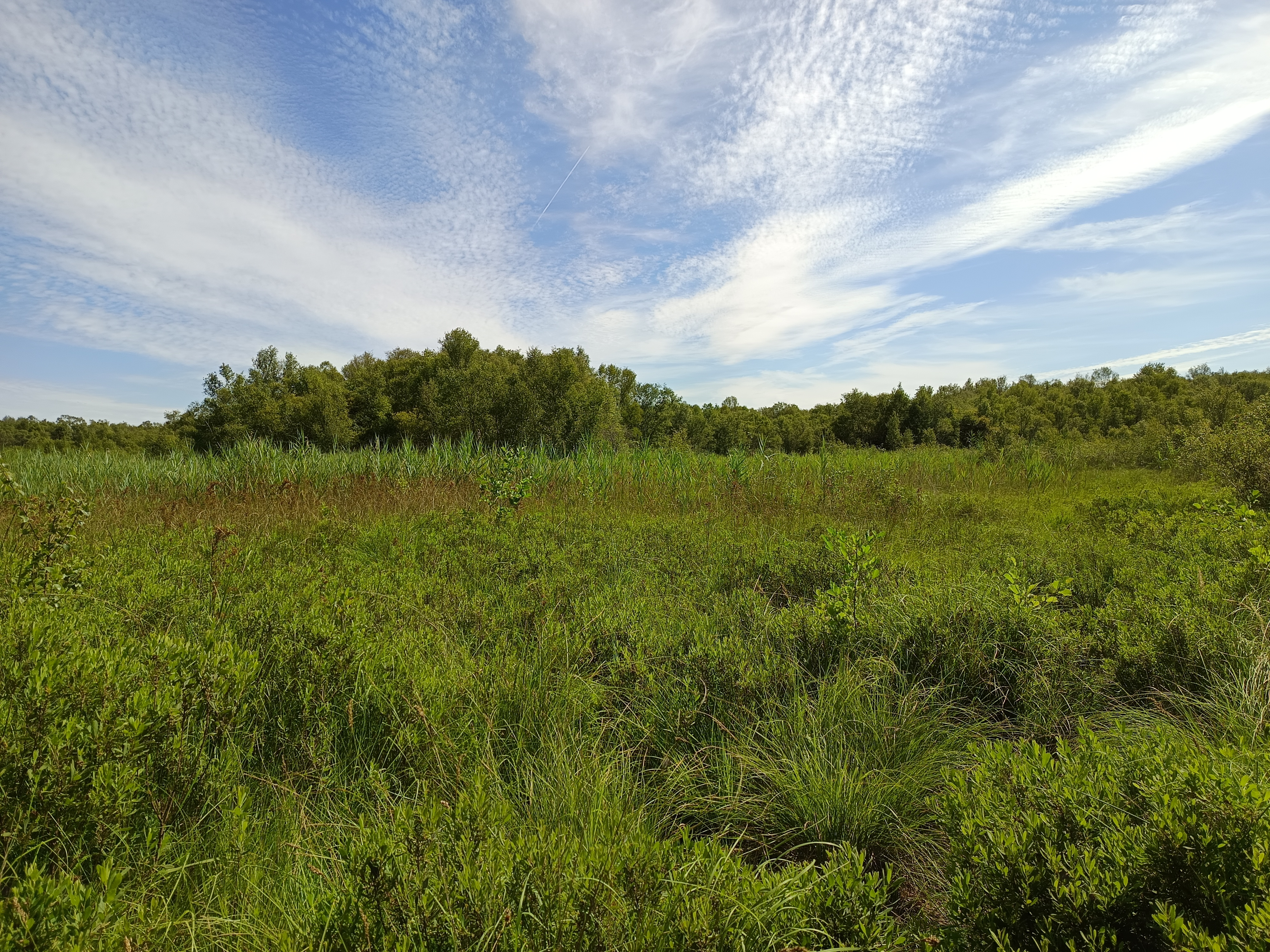
Cladiaie, tourbière de Logné.

Le site contient une tourbière à sphaignes et un bas-marais en voie de comblement. Il est en liaison écologique avec d'autres zones humides proches : Brière, lac de Grand-Lieu, estuaire de la Loire. Des études palynologiques ont permis de reconstituer l'histoire du site sur les derniers 4000 ans.

### Climat
Le climat régional, atlantique tempéré, est influencé par la proximité de l'océan avec un pluviométrie maximale en hiver et une période plus sèche de mai à septembre. La moyenne des précipitations sur la période 1993-2015 se situe à 784,6 mm à Nantes-Atlantique (Bouguenais). Une succession irrégulière de sécheresse et de pluies entre les années est notable.
On note des températures plus basses au niveau de la vallée de l'Erdre, et en particulier sur la tourbière. En effet, la présence de la nappe d'eau crée un microclimat plus froid et humide (VISSET, 1998). Ce microclimat est visible sur la tourbière à sphaignes, ces plantes disposant d'une forte capacité à retenir l'eau. De ce fait, à l'échelle de chaque coussinet, ces bryophytes entraînent un climat froid particulier.

### Hydrologie
Le bassin versant de la tourbière est d'environ 1200 hectares, sur les communes de Sucé-sur-Erdre, Carquefou et Saint-Mars-du-Désert. 5 sous-bassins versants sont caractérisés par un ruisseau (permanent ou non) ou un fossé :
- le sous-bassin versant du Chêne creux : 49 hectares,
- le sous-bassin versant du Moulin cassé : 212 hectares,
- le sous-bassin versant des Grandes Bréheudes : 136 hectares,
- le sous-bassin versant de la Riaudière : 102 hectares,
- le sous-bassin versant de l'Épeau : 463 hectares.
Des écoulements directs arrivent également par ruissellement des terrains limitrophes. Cette surface atteint environ 210 hectares.

### Flore
La diversité floristique sur la tourbière de Logné est importante. On trouve sur le site plus de 200 espèces de plantes vasculaires dont 11 sont protégés comme le malaxis des marais, la linaigrette engainante, le piment royal, la narthécie des marais, la grassette du Portugal, le comaret des marais, le rhynchospore blanc et la canneberge. La richesse bryophytique est également remarquable (47 espèces de mousses et d'hépatiques et 20 espèces de sphaignes). Toutefois, certaines de ces espèces végétales n'ont pas été recontactées depuis de nombreuses années.

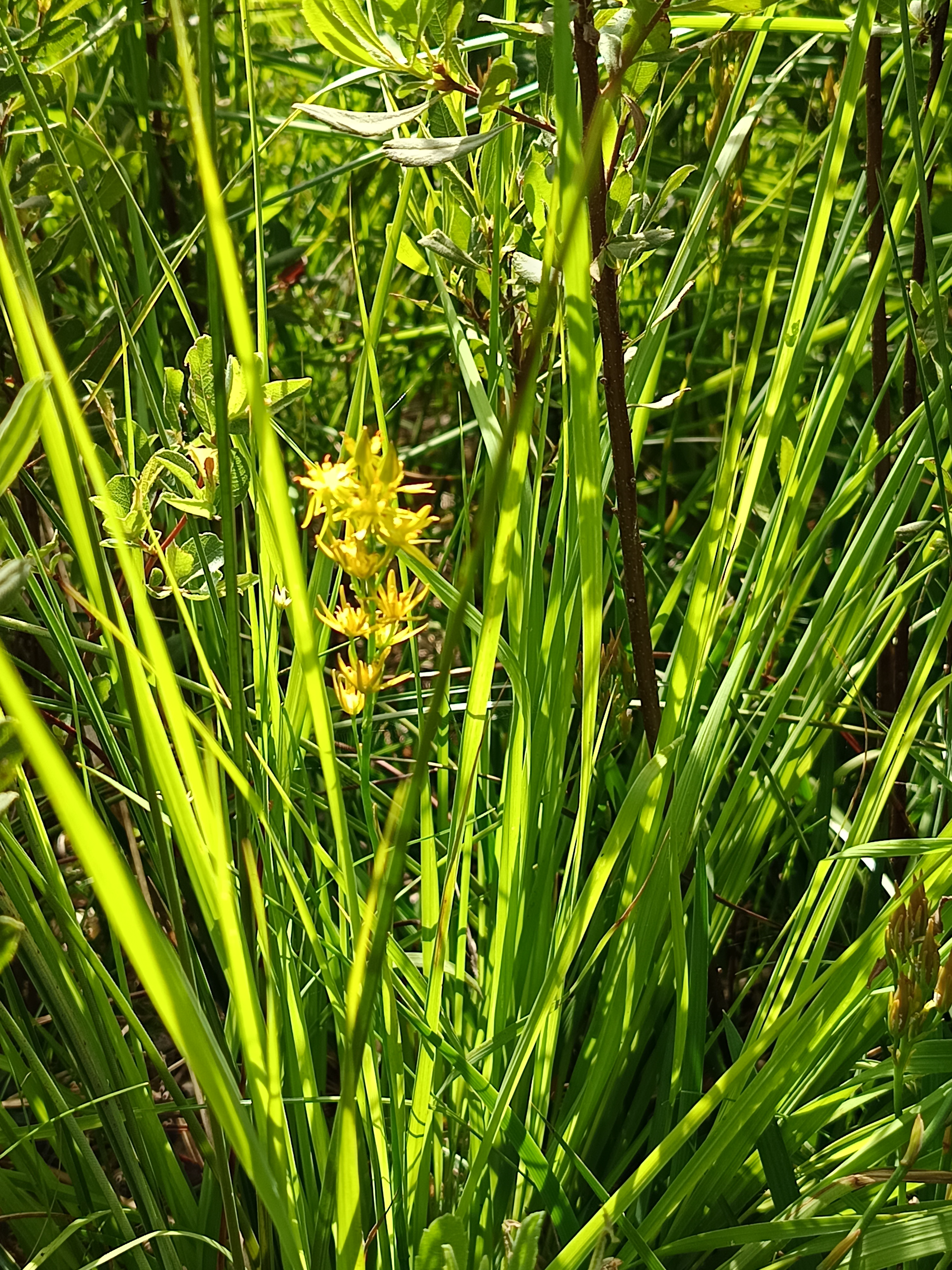
Narthecium ossifragum
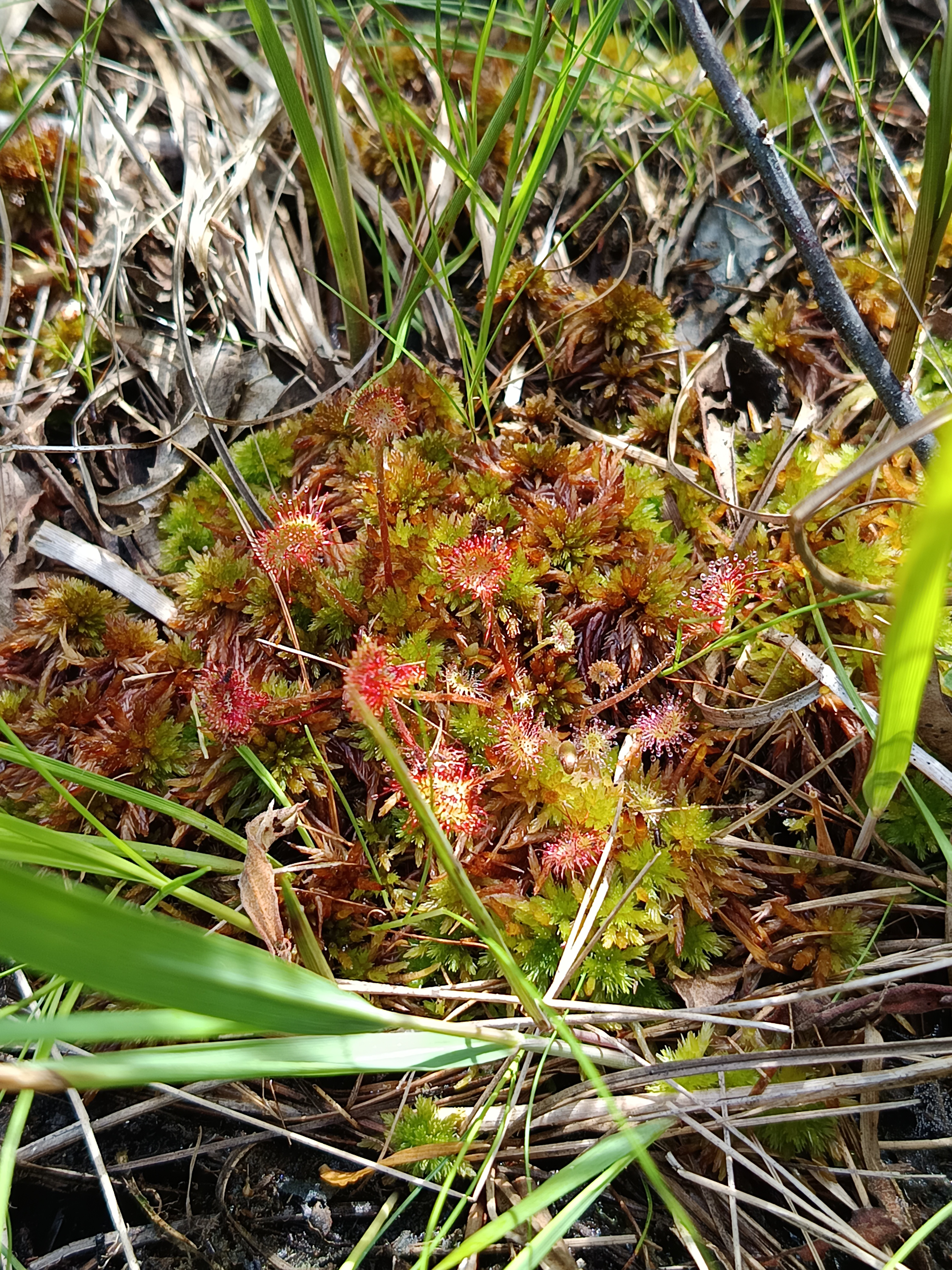
Drosera rotundifolia

### Faune
Le principal intérêt faunistique  du site est sa richesse exceptionnelle en invertébrés. La périphérie de la tourbière haute est nettement plus riche que la tourbière bombée, mais cette dernière présente une diversité d'espèces inféodées aux milieux oligotrophes acides rare. Plusieurs inventaires menés par le groupe d’étude des invertébrés armoricains ont permis de recenser 254 espèces d'araignées, 559 espèces de coléoptères, 331 espèces d'hétérocères, 28 espèces d'odonates, etc.
Concernant les vertébrés, l'herpétofaune constitue assurément l'intérêt majeur de la réserve puisque 9 espèces de reptiles et 5 espèces d'amphibiens y ont été recensées. Les oiseaux (87 espèces) profitent principalement des zones boisées en périphérie de la tourbière. La partie centrale n'attire que peu d'espèces mais apporte un intérêt certain pour la nidification de certaines d'entre elles (busard Saint-Martin - Circus cyaneus par exemple). La Boire de Logné est le secteur de la tourbière présentant le plus grand attrait pour les oiseaux d'eau (ardéidés, anatidés, , etc.). Les mammifères (chiroptères compris), avec 20 espèces, restent discrets. La Loutre d'Europe (Lutra lutra) est cependant présente continuellement au niveau de la fosse d'extraction depuis 2010.

### Contexte géologique et génèse de la tourbière
Selon Barbier et Visset (1996), la tourbière de Logné se serait constituée naturellement voici plus de 4000 ans. Cependant, d'après Goubet (2015) sa structure actuelle (tourbière haute à sphaignes) serait d'origine anthropique, induite par la mise en eau d'un fond de vallon tourbeux entre la période gallo-romaine, ou un peu avant, et le Moyen-Âge. Elle s'est mise en place dans une période de pauvreté en éléments nutritifs à l'échelle du bassin versant. La tourbière a subi sans doute de multiples variations du niveau d'eau, tout en s'y adaptant grâce à sa nature tremblante.
L'origine de la cuvette accueillant la tourbière est la conséquence d'un effondrement dans les micaschistes, par effet de subsidence. La cuvette ainsi formée est délimitée par une courbe de niveau de 4 mètres et est entourée par des buttes d'environ 25 mètres. Un dépôt de sédiments (principalement des sables d'origine océanique) au Pliocène, constitue un réceptacle à forte capacité de rétention des eaux du bassin versant. Ces sables se gorgeant d'eau, apparaît alors un vaste étang colonisé par des plantes pionnières (Potamogeton). Les Boires actuelles de Logné (nord-ouest) et de Launay (sud-est) sont des vestiges de cet étang. Un goulet d’étranglement, situé au niveau du pont de Huppières, à l'ouest de la tourbière, permet une séparation entre le bassin de l'Erdre et la tourbière (par le marais des Enfas) et permet de stocker l'eau dans la cuvette de Logné.
Les sphaignes se développent et forment une tourbière topo-soligène : apport d'eau par les sables pliocènes et apport d'eau par les ruissellements du bassin versant, lors d'une période de pauvreté en éléments nutritifs. Une des hypothèses (restant à vérifier) ayant accélérer la mise en place de la tourbière à sphaignes serait la construction du barrage Saint-Félix à Nantes au Moyen-Âge, rehaussant le niveau général de l'Erdre, favorisant le développement des sphaignes et accentuant la turfigenèse au détriment des boisements tourbeux. L'abaissement du niveau du barrage aurait eu par la suite pour effet de rendre la tourbière tributaire des eaux provenant de son bassin versant.

## Intérêt touristique et pédagogique
Le site est interdit d'accès, sauf à l'occasion d'une dizaine de visites encadrées par an, organisées par Bretagne Vivante à destination du grand public  ou d'un public spécialisé (BTS GPN, étudiants en cursus universitaire, …).

## Administration, plan de gestion, règlement
La réserve naturelle est co-gérée par Bretagne Vivante et le Département de Loire-Atlantique.
Premier plan de gestion: 2011-2016
Second plan de gestion: 2017-2022

### Outils et statut juridique
La réserve naturelle a été créée par une délibération du Conseil régional du 28 janvier 2011. Le  25 septembre 2020, le périmètre est étendu à 70,64 hectares.
Le site fait également partie des zonages suivants :
- Arrêté préfectoral de protection de biotope « Tourbières de Logné » (16/02/87 modifié le 22/05/96) ;
- ZNIEFF de type 1 (n°1007/02) et de type 2 (n°1007/00) ;
- ZICO n°PL 10 : « Plaines de Mazerolles, marais de l’Erdre et tourbière de Logné » ;

Les marais de l'Erdre sont classés en ZPS au titre de la Directive 79/409 et en SIC au titre de la Directive 92/43.